# Leptura alticola
Leptura alticola là một loài bọ cánh cứng trong họ Cerambycidae.